# دوري هونغ كونغ لكرة القدم 1954–55
دوري هونغ كونغ لكرة القدم 1954–55 هو الموسم 10 من دوري هونغ كونغ لكرة القدم ‏. كان عدد الأندية المشاركة فيه 13، وفاز فيه نادي جنوب الصين.